# Gilcrux
Gilcrux – wieś w Anglii, w Kumbrii, w dystrykcie (unitary authority) Cumberland. Leży 34 km na południowy zachód od miasta Carlisle i 417 km na północny zachód od Londynu.